# Bendungan (Kudu)
Bendungan is een bestuurslaag in het regentschap Jombang van de provincie Oost-Java, Indonesië. Bendungan telt 2331 inwoners (volkstelling 2010).